# Philodromus depriesteri
Philodromus depriesteri là một loài nhện trong họ Philodromidae.
Loài này thuộc chi Philodromus. Philodromus depriesteri được miêu tả năm 1965 bởi Braun.